# Dytique bordé
Dytiscus marginalis
Espèce
Le dytique bordé (Dytiscus marginalis) est une espèce  européenne de coléoptères dytiscidés qui mesure de 30 à 35 mm de long.

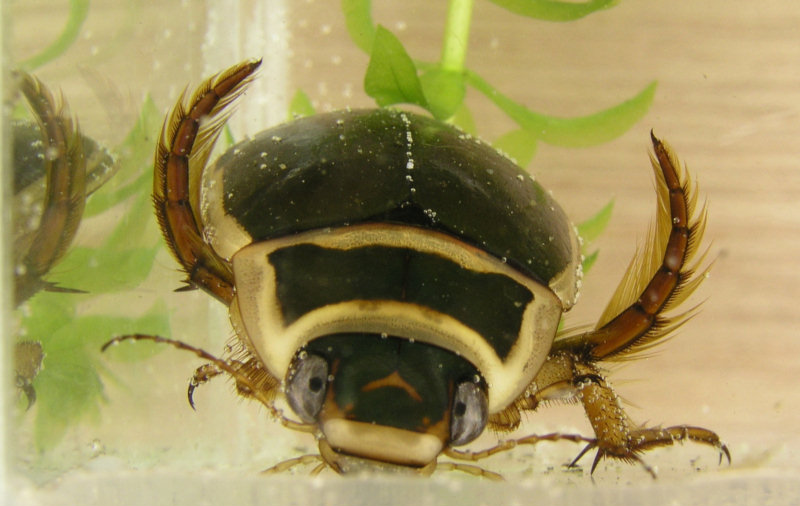
Dytiscus marginalis ♂

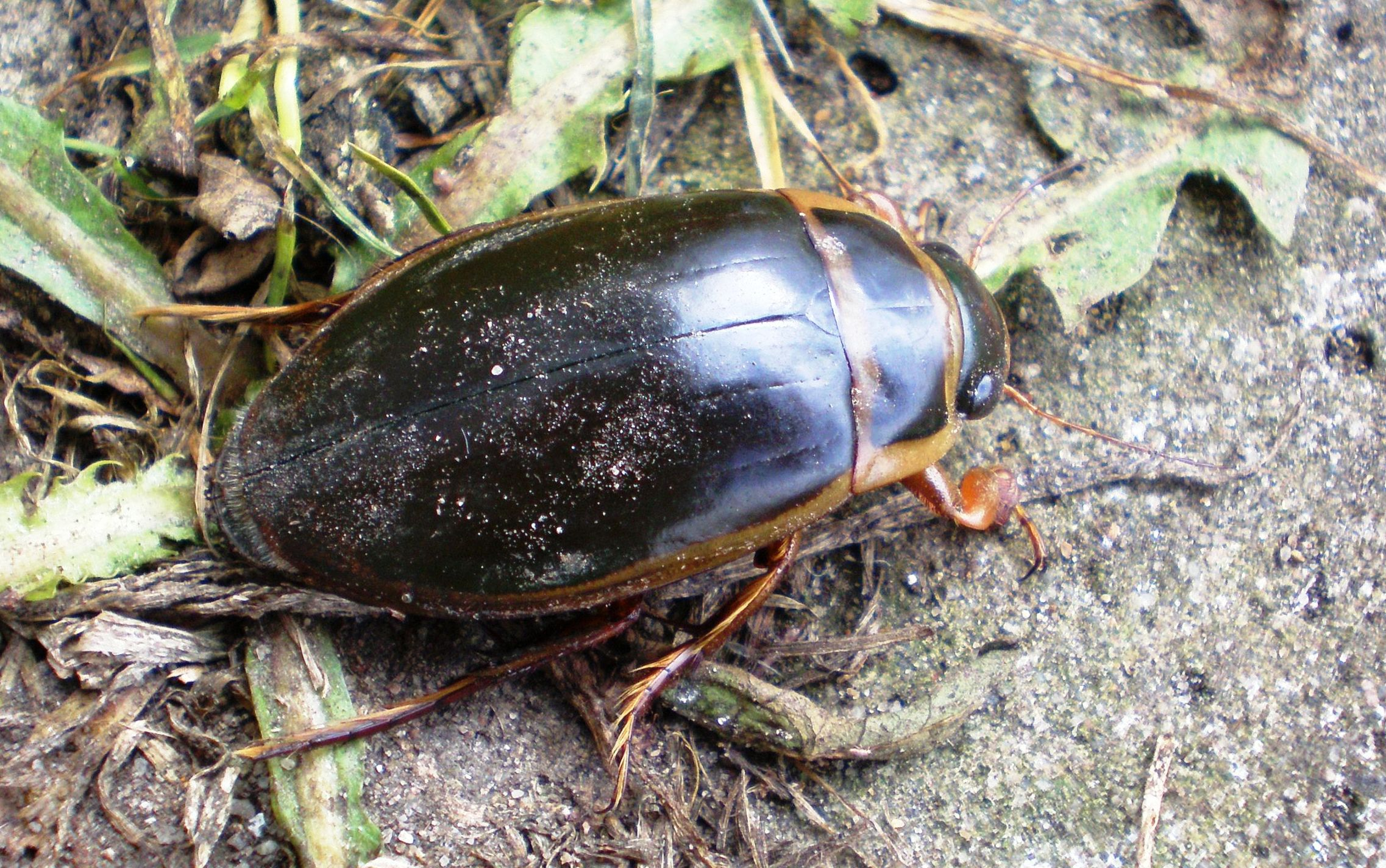
Cette espèce est capable de sortir de l'eau et marcher sur le sol (ainsi que de voler).

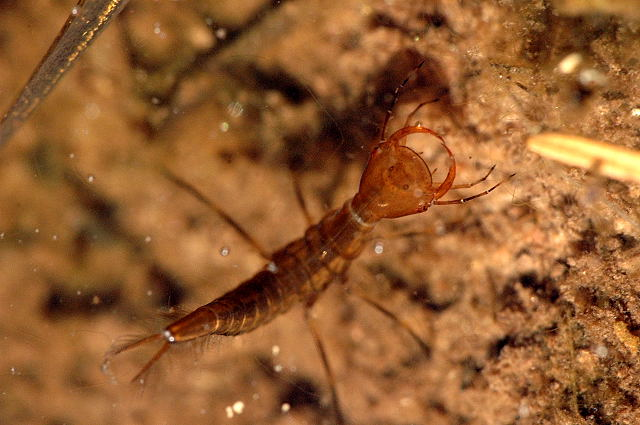
Larve de Dytiscus marginalis, prédateur redoutable...

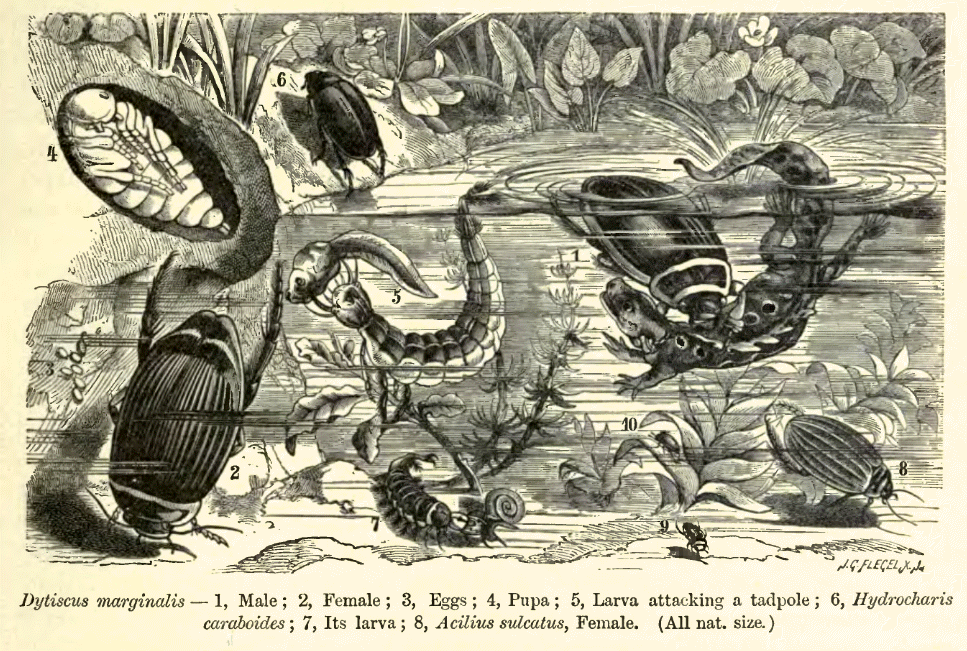
Gravure présentant le cycle de vie du dytique bordé.

C'est l’un des plus grands des dytiques et « scarabées d'eau » européens ; sa taille lui permet de s'attaquer à des têtards, voire aux alevins, larves de tritons et salamandres ou petits poissons.  Il est pour cette raison considéré par les éleveurs de poissons rouges comme un indésirable dans leurs étangs d'élevage.

C'est une espèce qui peut voler, d'un vol lourd et bruyant, mais qui ne vole que par nuit noire. Si on le dépose au sol, il rampe malhabilement en raison de la forme de ses pattes transformées en organes natatoires.

## Taxonomie
Il a en Europe de nombreux noms vernaculaires qui renvoient souvent à sa taille exceptionnelle et à son caractère aquatique.
Son nom scientifique, Dytiscus marginalis , se réfère à son mode de vie et à son apparence.
Dytiscus, son nom de genre signifie « plongeur ». Il se réfère à son comportement d'adulte, remontant régulièrement en surface pour faire provision d'oxygène dans l'air avant de plonger ;
marginalis, son nom d'espèce signifie « bord » et renvoie à la couleur jaune, qui orne les bords du pronotum et des élytres.
Ce nom lui a été donné en 1758 par Carl von Linné.
On en reconnait aujourd’hui deux sous-espèces :
– Dytiscus marginalis marginalis, vivant dans l'Est de l'Europe, dans la région du lac Baïkal en Russie, décrite relativement récemment (en 1953) par Zaitsev ;
– Dytiscus marginalis czerskii .

## Répartition, habitat
Sa répartition actuelle est mal connue ; il a régressé ou disparu dans une  partie de son territoire potentiel en particulier là où les mares ont régressé (essentiellement pour des raisons économiques), mais il reste assez fréquent dans les régions riches en zones humides (Pays-Bas par exemple).
On le trouve dans les fossés inondés, les mares, les étangs à végétation dense.

## Description

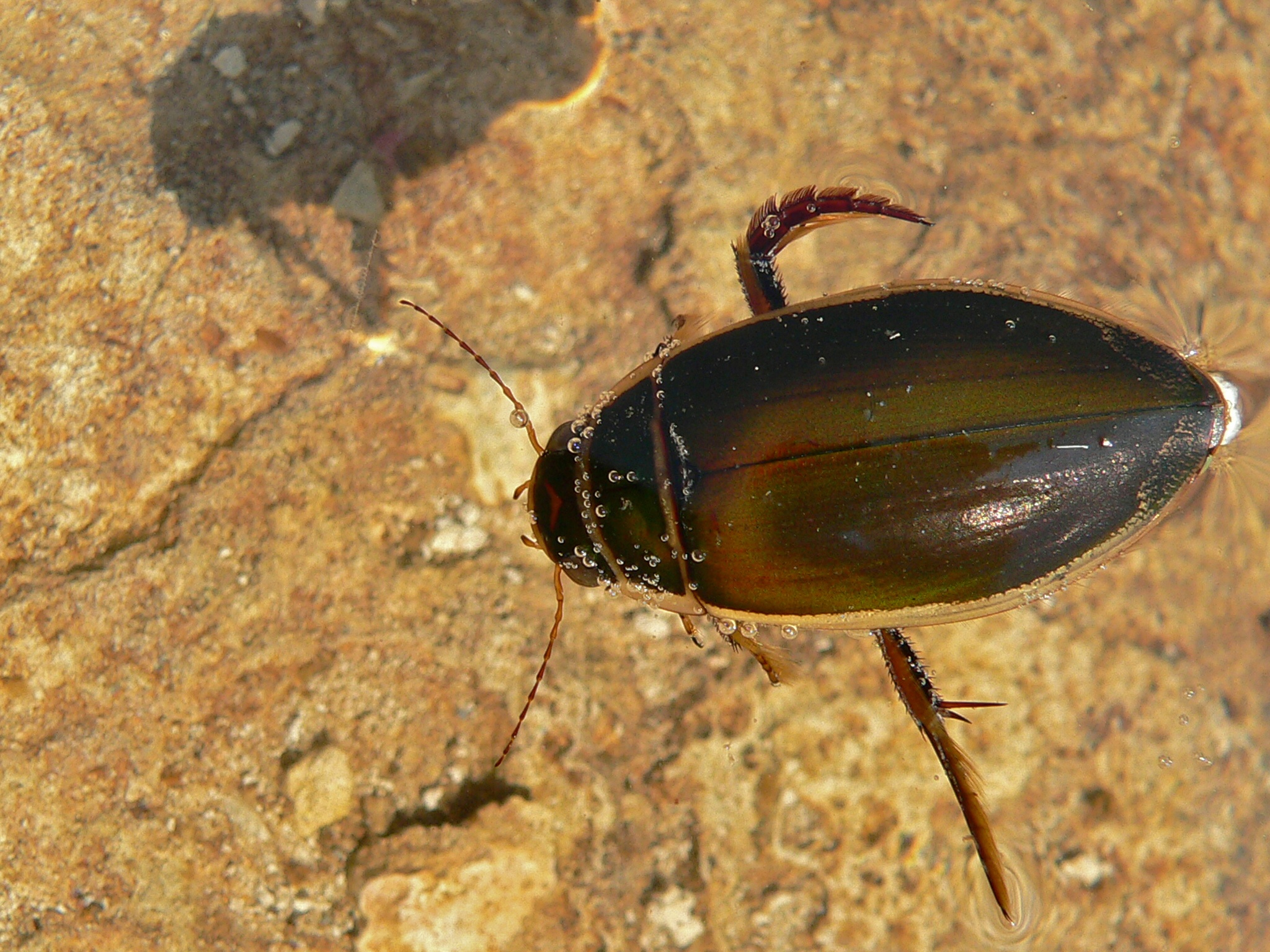
Dytique bordé
(Hérault, France)

Le dytique bordé est d'un brun noirâtre ou vert-olivâtre, avec des reflets métalliques sur les élytres.

Le prothorax est cerclé de jaune plus ou moins doré, et la marge extérieure des élytres ornés de cette même couleur et sa face ventrale est d'un brun jaune rougeâtre.
Outre des ventouses aux pattes antérieures, le mâle possède des élytres lisses, voir photos, tandis que la femelle y arbore des rainures longitudinales.
En plus d'être un habile nageur/plongeur, cet insecte peut également marcher sur le sol un peu maladroitement et voler à la recherche d'autres eaux stagnantes (vol assez bruyant).

Il lui arrive parfois d'entrer dans une maison, ou de s'écraser sur les routes des villes, probablement perturbé par la polarisation de la lumière sur la surface du goudron qu'il pourrait confondre avec la surface d'une étendue d'eau.

## Utilisation
C'est une espèce de grande taille et qui était autrefois commune. En tant que tel, il a servi d'animal de laboratoire du début au milieu du XXe siècle, utilisé par exemple pour l'étude de la production d'enzymes protéolytiques lors de la digestion des insectes ou pour l'étude du système nerveux des insectes.